# لويس ماثياس
لويس ماثياس (بالفرنسية: Louis Mathias)‏ هو كاهن كاثوليكي فرنسي، ولد في 20 يوليو 1887 في باريس في فرنسا، وتوفي في 3 أغسطس 1965 في لنيانو في إيطاليا.